# Esther Bick
Pour les articles homonymes, voir Bick et Wander (homonymie).
Esther Bick, née à Przemyśl (Autriche-Hongrie) le 4 juillet 1902 et morte le 21 juillet 1983 à Londres, est un médecin et psychanalyste britannique d'origine polonaise. D'inspiration kleinienne, elle est membre de la Société britannique de psychanalyse et formatrice à la Tavistock Clinic.

## Parcours
Estera Lifsa Wander est née dans une famille originaire de Galicie, alors dans l'empire austro-hongrois, aux racines juives orthodoxes. Elle étudie la psychologie à Vienne et soutient une thèse de doctorat en 1935. Elle travaille sous la direction de Charlotte Bühler qui l’initie « à une observation scientifique et quantifiée », orientation dont elle s'éloignera sur le plan théorique et professionnel. Elle épouse un médecin, Philip Bick, avec qui elle quitte l'Autriche au moment de l'Anschluss pour s'installer en Suisse. N'ayant pu obtenir de permis de travail, elle s'exile ensuite en Angleterre. Durant la Seconde Guerre mondiale, elle travaille dans une pouponnière à Manchester, et commence une analyse avec Michael Balint. Elle complète sa formation à Londres, tout en travaillant dans un centre de guidance infantile dans le Middlesex. Elle se forme à la thérapie d'enfants et intègre en 1949 la Tavistock Clinic, où elle est chargée par John Bowlby d'un cours destiné aux analystes en formation. C'est durant cette période qu'elle met en place son dispositif d'observation psychanalytique du bébé. Elle entreprend ultérieurement une seconde analyse, avec Melanie Klein.

## Travaux scientifiques
Esther Bick a peu publié. Il s'agit d'articles, dont plusieurs ont été repris dans l'ouvrage de Meg Harris Williams, en lien avec « l'importance de la peau au cours des relations précoces ». Ces travaux sont repris en France par Didier Anzieu, dans sa théorisation du « Moi-Peau », et également sur un « dispositif d'observation des bébés dans une perspective psychanalytique ». En France, ce dispositif d'observation est introduit et décrit par Geneviève et Michel Haag et Didier Houzel.
Ce dispositif est toujours appliqué à la Tavistock Clinic. Il connaît des applications dans d'autres domaines de formation destinés aux étudiants en médecine ou aux enseignants notamment.

### Écrits
- (en) « Notes on Infant Observation in Psycho-Analytic Training », The International Journal of Psycho-Analysis, 1964, vol. 45, no 4, p. 558-566. 
  - « Remarques sur l'observation des bébés dans la formation des analystes », Journal de la psychanalyse de l'enfant, p. 14-35, no 12, 1992 « L'observation du bébé ».
  - « Notes sur l’observation des bébés dans la formation des psychanalystes », in Myriam Boubli et Laurent Danon-Boileau (dir.), Le bébé en psychanalyse, Puf, 2014, coll. « Monographies et débats de psychanalyse »,  (ISBN 9782130607182), trad. Maurice Despinoy & Laurent Danon-Boileau, p. 13-36.
- « L'expérience de la peau dans les relations d'objets précoces », in Donald Meltzer (dir.), Explorations dans le monde de l'autisme, Paris, Payot, 1980, trad. Geneviève et Michel Haag, p. 240-244.
- (en) « Further considerations on the functioning of skin in early object relations: findings from infant observation integrated into cild ans adult analysis », Brit.J.Psychother., II, 1986, p. 292-299.